# Potamoperla myrmidon
Genre
Espèce
Synonymes
- Perla myrmidon Mabille, 1891
- Gripopteryx tigrina hyalinipennis 
Enderlein, 1909
- Gripopteryx michelbacheri Froehlich, 1960
- Gripopteryx oncina Froehlich, 1960

Potamoperla myrmidon est une espèce d'insectes plécoptères de la famille des Gripopterygidae, la seule du genre Potamoperla.

## Distribution
Cette espèce se rencontre au Pérou, au Chili et en Argentine.

## Publication originale
- Mabille, J. P. 1891 : Nèvroptères. Mission scientifique du cap Horn, 1882-1883. Tome 6, Zoologie (texte intégral)
- Illies, J. 1963 : Revision der sudamerikanischen Gripopterygidae. (Plecoptera). Mitteilungen der Schweizerischen Entomologischen Gesellschaft, vol. 36, p. 145–248.